# Val Bisagno

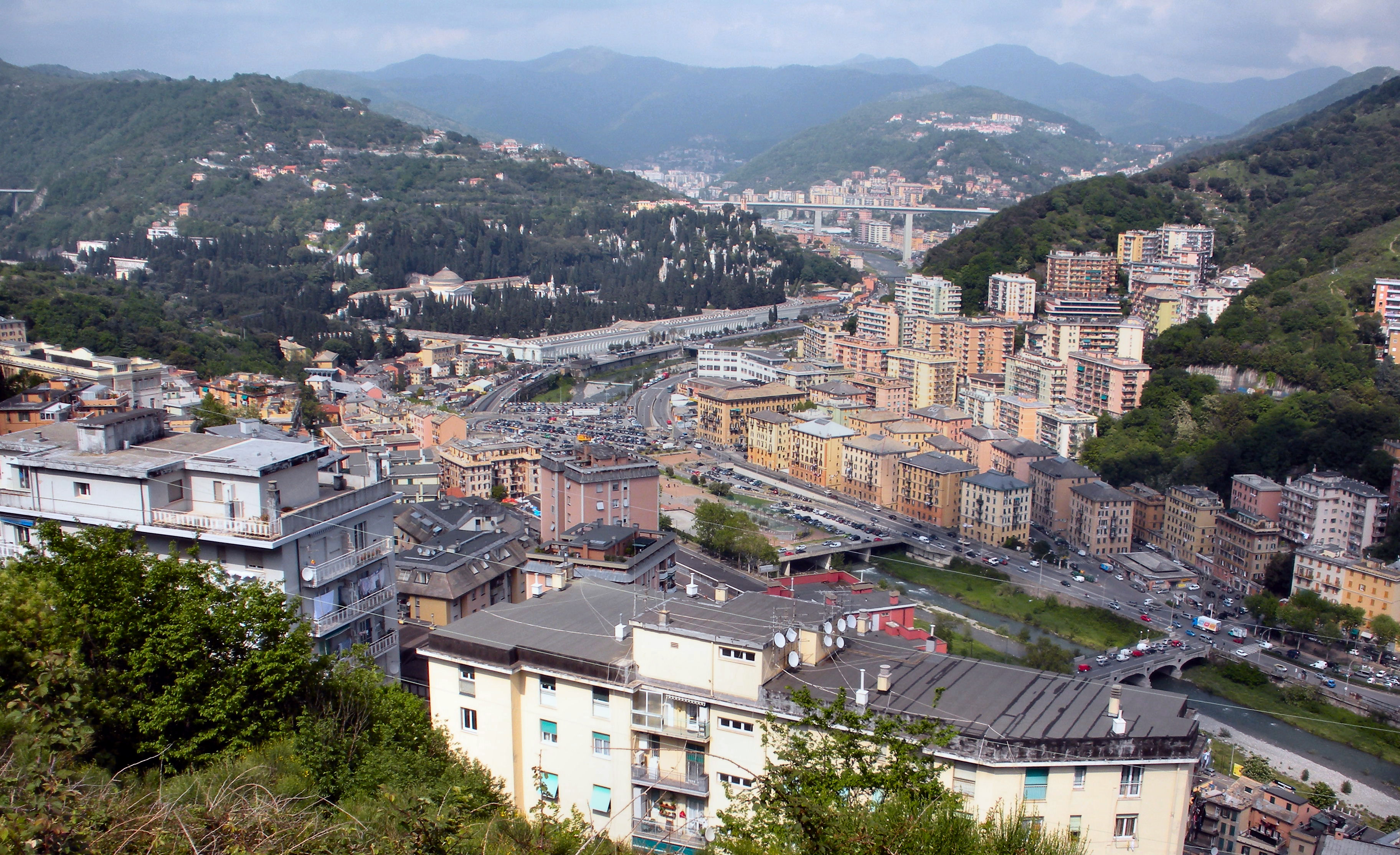
Blick auf das Val Bisagno auf Höhe des Stadtviertels Staglieno

Das Val Bisagno ist ein Tal bei der norditalienischen Hafenstadt Genua. Den Namen bezieht das Tal vom Torrentfluss Bisagno, der zusammen mit dem Polcevera zu den beiden  Hauptwasserläufen in der Metropolitanstadt Genua zählt. Der Bisagno mündet bei dem genuesischen Stadtviertel Foce in das Ligurische Meer. Die beiden Flussläufe des Bisagno und des Polcevera begrenzen jeweils im Levante (Südosten) und im Ponente (Westen) das historische Stadtzentrum von Genua.
Das Val Bisagno, dessen Bild einst von zahlreichen Fabriken bestimmt war, ist heute ein größtenteils von Wohnvierteln gekennzeichnetes Tal. In ihm liegen die Munizipien III und IV von Genua.